# 走马驿镇
走马驿镇，是中华人民共和国河北省保定市涞源县下辖的一个乡镇级行政单位。

## 行政区划
走马驿镇下辖以下地区：
西村、五间房村、北大沟村、教场村、午门村、葛沟村、东村、花园村、高家台村、泉厂背村、窑峪口村、南城子村、北城子村、马跑泉村、松树坨村、吕家庄村、燕窝村、南台村、蒲头村和白道安村。